# Charles-Antoine Cros
Pour les articles homonymes, voir Cros.
Charles-Antoine Cros est un écrivain français né à Clamart le 21 décembre 1998. Il publie sa première œuvre à 9 ans.

## Biographie
Charles-Antoine Cros est né en 1998 à Clamart dans les Hauts-de-Seine. Sa mère, éditrice, a publié les deux premiers ouvrages de sa trilogie mais elle dit n'avoir fait que révéler le talent de son fils sans l'avoir influencé. En mars 2008 elle publie le premier roman de son fils sur le thème de la piraterie inspiré d'un de ses séjours à Noirmoutier puis en 2009 la suite de ce premier opus qui reprend ce même thème.
Le 1er février 2015, la chaîne TF1 diffuse, dans l'émission Reportages présentée par Claire Chazal, un reportage de 30 minutes sur Charles-Antoine Cros.

## Œuvres
- La Fleur de lys à Noirmoutier : une histoire de piraterie, Éditions du Lys noir, 7 février 2008  (ISBN 2917039019 et 978-2-917039-01-4).
- Le Retour de la Fleur de lys, Éditions du Lys noir, 15 janvier 2009,  (ISBN 2917039035 et 978-2-917039-03-8), contient une préface de l'auteur Pierre Bottero.
- L’Ultime Voyage de la Fleur de lys, Éditions du Lys noir, février 2010,  (ISBN 2917039043 et 978-2-917039-04-5), contient une préface de l'auteur Maxime Chattam.
- L’écurie de la Dernière Chance, Éditions du Lys noir, février 2011,  (ISBN 978-2-917039-05-2).
- Télé-réalité, Éditions du Lys noir, juillet 2012,  (ISBN 978-2-917039-37-3).
- Le Déclin de la Leyjand, Éditions du Lys noir, novembre 2013,  (ISBN 978-2917039557).

## Récompenses
- Prix Littérature Jeunesse 2008 lors du salon "La Forêt des livres" à Chanceaux-près-Loches[5]. Ce prix des Lauriers verts lui a été remis par Gonzague Saint Bris le 31 août 2008[6].
- Prix Littérature Jeunesse 2009 lors du "Salon du Livre de mer" sur l'Île de Noirmoutier. Ce prix lui a été remis par le sénateur Jacques Oudin en juin 2009.
- Prix Plume de Fébus 2010 lors du salon "Journée du livre" à Orthez en Pyrénées-Atlantiques. Ce prix lui a été remis par le maire d'Orthez, vice-président du conseil général, Bernard Molères